# Mariä Himmelfahrt (Walkertshofen)

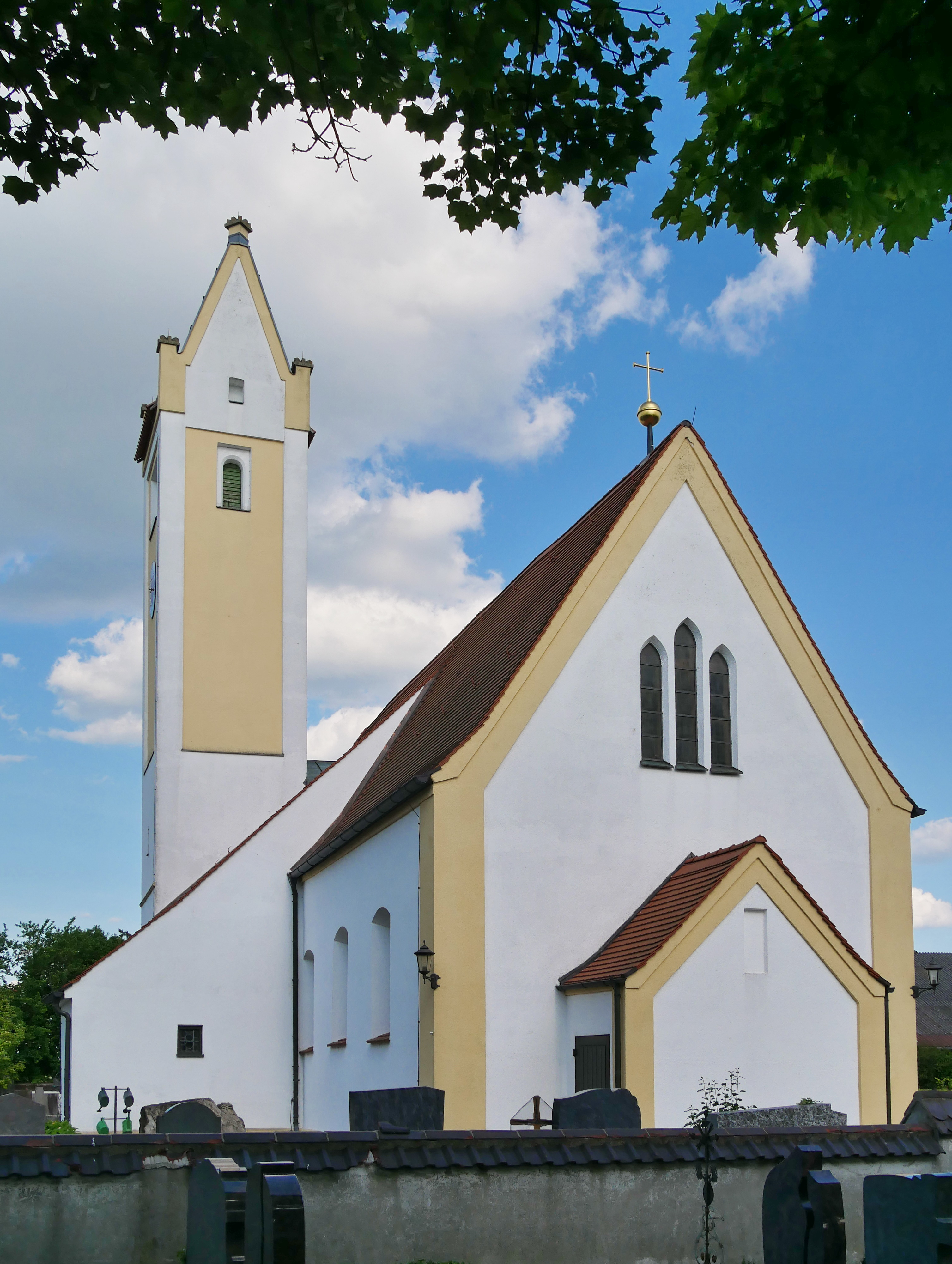
Mariä Himmelfahrt in Walkertshofen

Die römisch-katholische Pfarrkirche Mariä Himmelfahrt steht in Walkertshofen, einem Gemeindeteil von Erdweg im oberbayerischen Landkreis Dachau. Sie ist in der Liste der Baudenkmäler in Erdweg unter der Nr. D-1-74-118-42 eingetragen. Die Kirche gehört zum Dekanat Dachau im Erzbistum München und Freising.

## Beschreibung
Die im Kern spätgotische Saalkirche wurde um 1730 bzw. 1792 barock umgestaltet. Sie besteht aus dem innen 13,05 Meter langen und 6,56 Meter breiten Langhaus, das 1884 nach Westen verlängert wurde, dem eingezogenen 7,20 × 6,10 Meter großen Chor mit Fünfachtelschluss im Osten und dem 23 Meter hohen Chorflankenturm auf quadratischem Grundriss an der Nordwand des Chors. Sein oberstes Geschoss unter einem Satteldach enthält hinter den als Biforien gestalteten Klangarkaden und einem einteiligen Fenster in einem Rechteck an der Westseite den Glockenstuhl mit drei 1922 gegossenen Stahlglocken; sie klingen in den Tönen h′, cis″ und eis″. Darunter sind die Zifferblätter der Turmuhr angebracht. Zur Gestaltung des Turms gehören vier Ecktürmchen am Giebel und zwei Firsttürmchen. 
Die Sakristei befindet sich in der Nordwestecke von Turm und Langhaus. Ein Vorbau vor der Westwand des Langhauses führt zum Portal. Im Chor wurden 1802 Fresken an der Decke eingefügt, auf denen die Wundersame Brotvermehrung dargestellt ist. 
Der Hochaltar entstand wahrscheinlich 1756. Er hat einen Aufbau aus rosa und grau marmoriertem Holz mit zwei glatten Säulen auf jeder Seite, die ein Gebälk tragen, auf dem zwei Engel in vergoldeten und versilberten Gewändern sitzen. Ein 170 × 92 Zentimeter großes Gemälde in Öl auf Leinwand im Mittelteil des Altars zeigt die frühere Patronin der Kirche, die heilige Katharina, umgeben von Engeln, die ihr unter anderem den Lorbeerkranz aufsetzen und die Märtyrerpalme reichen. Als Attribut der Heiligen ist im Bild das zerbrochene Marterrad zu sehen. Das Bild wurde kurz nach 1800 von A. Joseph Mangold gemalt. Im Altarauszug ist die Heilige Dreifaltigkeit dargestellt: Gottvater mit Bart und dreieckigem Heiligenschein, Jesus, der ein großes Kreuz im Arm hält, in rotem Gewand und der Heilige Geist in Gestalt der Taube. Der Unterbau des Altars ist gemauert und mit Holz verkleidet. Die Statuen des heiligen Sebastian und des heiligen Florian Über den Opfergangsportalen links und rechts vom Altar dürften 1756 geschnitzt worden sein.
Die Seitenaltäre im Stil des Rokoko aus der Zeit um 1770 stehen leicht schräg am Übergang zum Chor. Auf dem Altarblatt links ist Maria als Immaculata auf einem Halbmond stehend gemalt, rechts der heilige Josef mit Jesuskind. An den hohen Aufsätzen der beiden Altäre sind über den Altarblättern in Strahlenkränzen Reliefs vom Herzen Mariens und vom Herzen Jesu mit Dornenkrone angebracht. Vor dem rechten Seitenaltar steht der im späten 18. Jahrhundert geschaffene Taufstein aus marmoriertem Holz. Auf seinem auffallend hohen Deckel ist in einer Figurengruppe die Taufe Jesu im Jordan dargestellt.
Eines der ältesten Ausstattungsstücke ist die Kanzel aus der Zeit um 1690 an der Nordwand des Kirchenschiffs. Der sechseckige Kanzelkorb aus Eichenholz ist mit teilweise vergoldeten Schnitzereien, vier gedrehten Säulchen, Fruchtgehängen und Muschelornamenten verziert, der Schalldeckel mit einer Heiliggeisttaube. Der Kanzel gegenüber hängt ein großes Kruzifix aus den Jahren um 1880. Darunter steht eine Mater dolorosa, die Schmerzensmutter Maria, eine Figur aus neuerer Zeit. Entsprechend dem Lukasevangelium (Lk 2,35 ) ist sie mit einem Schwert in der Brust dargestellt.
Die Orgel wurde 1895 von Franz Borgias Maerz gebaut.